# Апостолове (станція)
Апо́столове — вузлова залізнична станція Криворізької дирекції Придніпровської залізниці на перетині двох магістральних залізничних ліній (Мерефа — Херсон (завдожки 366 км): Апостолове — Нижньодніпровськ-Вузол, Апостолове — Снігурівка / Херсон та магістралі Кривий Ріг — Волноваха, з відгалуженням Апостолове — Зелене Поле), що сполучають Кривий Ріг з Дніпром, Запоріжжям, Херсоном та Миколаєвом. Розташована в однойменному місті Криворізького району Дніпропетровської області.
На вокзалі станції є зал чекання, каси продажу квитків приміського та далекого сполучення, камери схову, багажне відділення.

## Історія
За легендою станція Апостолове отримала свою назву за бажанням Михайла Муравйова-Апостола, з роду Муравйових-Апостолів — Муравйови-Апостоли, на честь його пращура, українського військового та політичного діяча Данили Апостола, Гетьмана Війська Запорозького Данило Апостол.
Розвиток економіки регіону, зокрема велике зростання виробництва товарного збіжжя, а також розробка залізорудних родовищ Криворізького басейну вимагали розширення мережі шляхів сполучення. Наприкінці XIX століття розпочалося будівництво залізниці Довгинцеве (нині — один з районів міста Кривий Ріг) — Олександрівськ (нині — Запоріжжя). У 1904 році поблизу села Покровське споруджено залізничну станцію та вокзал. Навколо станції утворилося робітниче селище, населення якого з початком руху поїздів швидко зростало за рахунок робітників-залізничників та обслуговуючого персоналу. З'явилися будинки службовців станції, купців та торговців, які перепродували сільськогосподарські продукти.

З Альбому схематичних планів станцій Катерининської залізниці
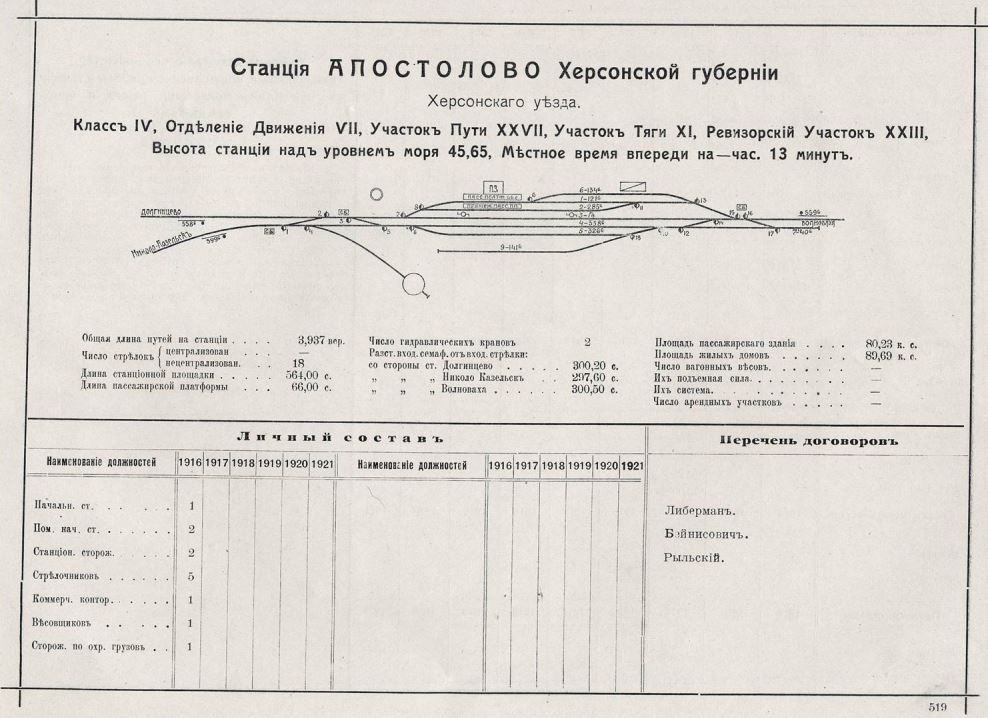
Типо-літографія Катериниської залізниці (1917)
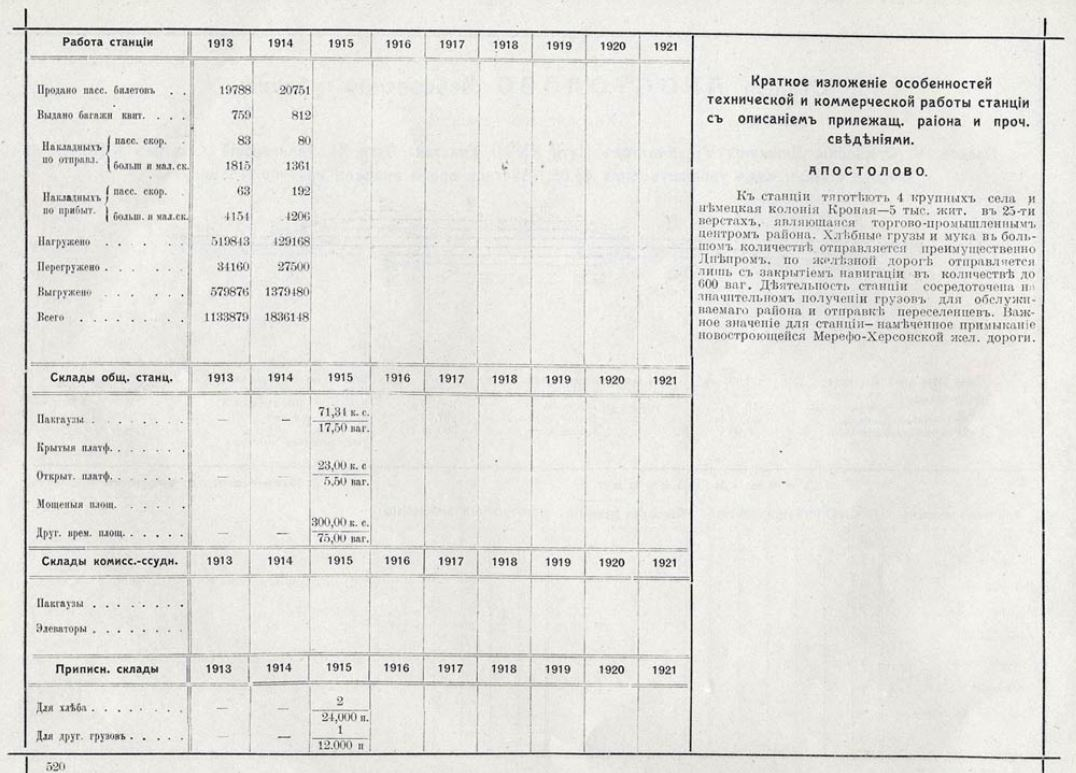
Типо-літографія Катериниської залізниці (1917)
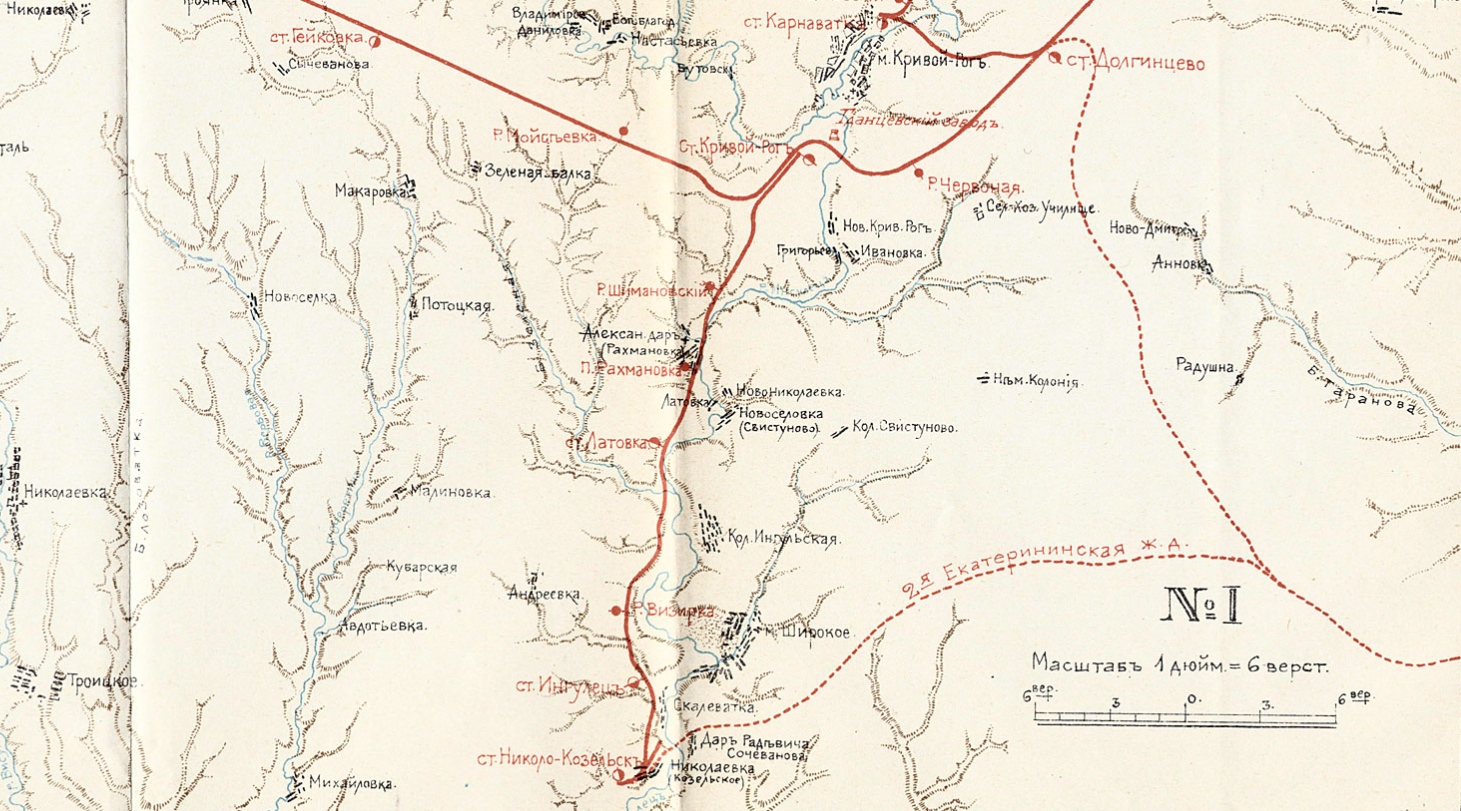
Проєктне розташування станції Апостолове «По Катерининській залізниці. Випуск 1-й. Катеринослав» (1903)

На початку існування станція була вузловою та мала сполучення у трьох напрямках: Апостолове — Нікополь — Олександрівськ (Запоріжжя), Апостолове — Довгинцеве (Кривий Ріг), Апостолове — Ніколо-Козельск — Інгулець (Кривий Ріг), через сучасне селище Широке. У 1920—1921 роках лінію Апостолове — Інгулець було демонтовано внаслідок бойових дій (надалі так і не відновлено) між окупаційною 1-шою кінною армією радянської Росії та військами Нестора Махно під Апостоловим та Кривим Рогом.
У 1920 році завершено будівництво лінії Апостолове — Херсон, з відгалуженням на Миколаїв, як складової частини магістралі Мерефа — Херсон.
З вересня по грудень 1920 року в будівлі вокзалу станції були розташовані та діяли штаби Першої кінної армії радянської Росії (командувач Семен Будьонний) та Південного фронту (Климент Ворошилов), як складові окупації Української Народної Республіки (УНР). Південний фронт з окупаційної радянською Росією території УНР вів дії проти білогвардійських військ генерала Петра Врангеля. Восени 1920 року Перша кінна армія у взаємодії з іншими військами Південного фронту провела успішний наступ на Каховському плацдармі у напрямку Асканія-Нова — Громовка. В ході операції у Північній Таврії угрупуванню військ генерала Врангеля було завдано суттєвої поразки. Лише частина цього угрупування прорвалася до Криму. Взимку 1920–1921 років Перша кінна армія вела бої з військами Нестора Махна під Апостоловим, Кривим Рогом, Снігурівкою та Нікополем.
Семен Будьонний та член РВС Климент Ворошилов у будівлі вокзалу станції Апостолове особисто контролювали хід бойових дій супротив Врангеля та  Революційної повстанської армії України під командуванням Нестора Махно.
У 1932 році, з часу повного завершення будівництва магістральної лінії Мерефа — Херсон, частини дільниці Нижньодніпровськ-Вузол — Апостолове станція стає вузловою у чотирьох напрямках: Апостолове — Кривий Ріг, Апостолове — Запоріжжя, Апостолове — Дніпропетровськ, Апостолове — Херсон / Миколаїв.
У 1932 році розпочалися роботи з електрифікації лінії Запоріжжя — Нікополь — Кривий Ріг. До листопада 1934 року було завершено спорудження лінії електропередачі напругою 35 кВ, на тягові підстанції Запоріжжя-Ліве та Канцерівка подали напругу.
10 березня 1935 року дільницею Запоріжжя — Нікополь почали курсувати поїзди на електричній тязі. Їх повели електровози радянського виробництва ВЛ19. Згодом зовнішнє енергопостачання 35 кВ отримали підстанції Підстепне, Апостолове та Довгинцеве. 25 жовтня 1935 року завершено електрифікацію з відкриттям руху поїздів під електротягою всією лінією від Запоріжжя до Довгинцевого — найбільшої на той час електрифікованої магістралі СРСР.
У 1939 році після того, як гітлерівська нацистська Німеччина та сталінський Радянський Союз розпочали Другу світову війну, станція Апостолове стала відігравати важливу роль у логістиці військових перевезень радянських окупаційних військ, для постачання у західному напрямку, до окупованої Польщі, військ з південних та східних регіонів СРСР.
Під час німецько-радянської війни Апостолове було окуповано німецько-фашистськими загарбниками з 1942 року по лютий 1944 року. Станція Апостолове, під час звільнення в ході Нікопольсько-Криворізької операції (1944), зазнала значних руйнувань.
По завершенню Другої світової війни починається відновлення залізничного господарства УРСР. Відновлюється зруйнована контактна мережа станції Апостолове. Розбудовується локомотивне депо станції Апостолове (ТЧ-11) з базою запасу локомотивів (паровозів). Покращується та вдосконалюється колійний розвиток станції: споруджуються вантажний двір та сортувальні гірки, додаткові прийомо-відправні колії, під'їзні колії до промислових підприємств міста, складських баз, нафтобази, елеватору. Запроваджуються сучасні системи централізації та зв'язку. Організовується база обслуговування рефрижераторних вагонів. Вузлова станція Апостолове отримує статус — позакласної.
У 1955 році збудовано надземний пішохідний перехід через прийомно-відправний парк станції. До 1965 року, від початку будівництва Криворізької ТЕС, було споруджено п'ятий напрямок Апостолове — Зелене Поле. За допомогою якого виконувалось забезпечення будівництва самої електростанції та селища при ній (нині — місто Зеленодольськ), згодом обслуговування та забезпечення Криворізької ТЕС, організація приміського сполучення Апостолове — Зеленодольськ у 1992—1997 роках.
У непарній горловині станції зведений автомобільний шляхопровід, який забезпечує безперебійний рух автотранспорту через залізничні колії. Внаслідок цього демонтовані два старих залізничних переїзди.

## Історія пасажирського сполучення
З доступних історичних джерел встановлено, що у 1916–1917 роках через станцію Апостолове курсували поїзди:
- Пс. № 7/8 Волноваха — Олександрівськ — П'ятихатки[3];
- Пч. № 3/4 Довгинцеве — Дебальцеве[4];
- Тв. № 31 Довгинцеве — Олександрівськ[4];
- Пч. № 11/12 Кривий Ріг — Миколо-Козельск — Апостолове.[5]. Станція Миколо-Козельск була відкрита у липні 1901 року, будувалася за типовим проєктом. Будівля вокзалу не збереглася, вся територія станції опинилася під відвалом Інгулецького ГЗК[6].

Примітки: Пс. — пасажирський, Пч. — поштовий, Тв. — товарний.
Після окупації Української Народної Республіки більшовиками радянської Росії та створення більшовицькими московітськими окупантами маріонеточної Української РСР:
У 1922–1923 роках:
- Пч. № 21/22 Знам'янка — Волноваха[7].

У 1925–1926 роках:
- Пч. № 3/4 Довгинцеве — Волноваха[8];
- Пт. № 21/22 Апостолове — Миколаїв[9].

Примітки: Пч. — поштовий, Пт. — поштово-товарний.
У 1929–1930 роках:
- Пч. № 15/16 Довгинцеве — Олександрівськ[10];
- № 73/74 П'ятихатки — Іловайськ;
- Пт. № 81/82 — поштово-товарно-пасажирський поїзд від «Укржелдор», який курсував під час будівництва лінії Зустрічний — Апостолове, № 81/82 Апостолове — Дніпропетровськ[11].

У 1932—1935 роках:
- № 69/70 Кривий Ріг (Довгинцеве) — Ясинувата (у 1934—1935 роках скорочено маршрут руху поїзда до Запоріжжя);
- № 73/74 П'ятихатки — Іловайськ;
- № 81/82 Дніпропетровськ (Лоцманська) — Херсон

У 1936—1938 роках: 
- № 69/70 П'ятихатки — Запоріжжя;
- № 73/74 П'ятихатки — Іловайськ;
- № 81/82 Дніпропетровськ (Лоцманська) — Миколаїв.

У 1940—1941 роках:
- № 73/74 П'ятихатки — Іловайськ;
- № 81/82 Дніпропетровськ (Лоцманська) — Миколаїв.

У 1945—1946 роках:
- № 63/64 Дніпропетровськ (Лоцманська) — Херсон;
- № 73/74 Одеса — Іловайськ;
- № 85/86 Жмеринка — Ташкент (найдовший маршрут поїзда, який за весь час курсував через станцію Апостолове, призначався для повернення евакуйованих на схід жителів Української РСР).

У 1946—1947 роках:
- № 63/64 Дніпропетровськ (Лоцманська) — Херсон;
- № 69/70 Кривий Ріг (Довгинцеве) — Запоріжжя;
- № 73/74 Одеса — Іловайськ.

У 1964—1971 роках:
- № 83/84 Київ — Сімферополь;
- № 91/92 Ясинувата — Одеса;
- № 103/104 Миколаїв — Москва;
- № 111/112 Запоріжжя — Київ;
- № 265/266 Дніпропетровськ — Одеса (з вокзалу Дніпропетровськ-Головний);
- № 269/270 П'ятихатки — Бердянськ;
- № 285/286 Дніпропетровськ — Апостолове (з вокзалу Дніпропетровськ-Південний).

З початку 1970-х років значно зросла вантажонапруженість станції та її пасажирський оборот, збільшена кількість приміських поїздів: електропоїзди серії СР3 призначалися за маршрутами Кривий Ріг — Нікополь, Кривий Ріг — Апостолове (з середини 1980-х років замінені на електропоїзди ЕР1); дизель-поїзди серії Д1 за маршрутами Херсон — Апостолове / Кривий Ріг; приміські поїзди локомотивної (тепловозної) тяги за маршрутами Кривий Ріг — Апостолове — Лошкарівка та Апостолове — Лошкарівка.
У 1979–1984 роках:
- № 65/66 «Південний Буг» Миколаїв — Москва (швидкий, фірмовий);
- № 71/72 Запоріжжя — Київ;
- № 73/74 Кривий Ріг — Москва (швидкий);
- № 179/180 Львів — Запоріжжя;
- № 191/192 Ясинувата — Одеса;
- № 321/322 Миколаїв — Москва;
- № 345/346 Дебальцеве — Одеса;
- № 583/584 Миколаїв — Ленінград;
- № 595/596 Львів — Сімферополь;
- № 611/612 Апостолове — Херсон (дизель-поїзд серії Д1);
- № 607/608 Кривий Ріг — Євпаторія (дитячий);
- № 613/614 Кривий Ріг — Новоолексіївка (дитячий)
- № 665/666 Дніпропетровськ — Одеса (з вокзалу Дніпропетровськ-Південний);
- № 675/676 Кривий Ріг — Сімферополь;
- № 683/684 Кривий Ріг — Херсон (дизель-поїзд серії Д1).

У радянські часи через станцію Апостолове здійснювався рух пасажирських та швидких поїздів далекого сполучення: Миколаїв — Москва, Миколаїв — Ленінград, Кривий Ріг — Москва, Херсон — Москва, Мінськ — Сімферополь, Кривий Ріг — Сімферополь (з вагонами безпересадкового сполучення Кривий Ріг — Феодосія та Кривий Ріг — Керч), Львів — Сімферополь, Ясинувата — Одеса, Дніпропетровськ — Одеса (з вагонами безпересадкового сполучення Кривий Ріг — Одеса), Одеса — Кисловодськ, Миколаїв — Кривий Ріг, Запоріжжя — Львів, Запоріжжя — Київ, Київ — Сімферополь, Кривий Ріг — Генічеськ, Кривий Ріг — Євпаторія тощо.
Після відновлення Незалежності України у 1991 році, упродовж 1992—1996 років на станції Апостолове зберігався переважно радянський розклад руху приміських пасажирських та швидких поїздів, який поступово змінювався. У міжнародному сполучені продовжували курсували швидкі поїзди Миколаїв — Москва, Кривий Ріг — Москва, Мінськ — Сімферополь та вагон безпересадкового сполучення Миколаїв — Санкт-Петербург (до місцевого пасажирського поїзду Миколаїв — Кривий Ріг, та пасажирського поїзду далекого сполучення Дніпропетровськ — Санкт-Петербург).

## Пасажирське сполучення
Після повномасштабного російського вторгнення в Україну (з 2022) через станцію Апостолове курсують лише поїзди приміського сполучення. Поїздам далекого сполучення змінено маршрут руху без заходу на станцію Апостолове.
| Рух поїздів по станції Апостолове |                                 |                                                                          | |
| №                                 | Маршрут сполучення              | Періодичність курсування                                                 | Примітки |
| Далеке сполучення                 |                                 |                                                                          | |
| 71/72 «Запоріжжя»                 | Запоріжжя — Київ                | Раніше курсував щоденно                                                  | Тимчасово скасований |
| № 96/95                           | Кривий Ріг — Москва             | Курсував щоденно                                                         | Скасований з 18 березня 2020 року                                                                                           |
| 101/102                           | Херсон — Київ                   |                                                                          | Тимчасово курсує за зміненим маршрутом, без заходу на станцію Апостолове                                                    |
| 127/128                           | Запоріжжя — Львів               | Тимчасово курсує за зміненим маршрутом, без заходу на станцію Апостолове | |
| 134/133                           | Івано-Франківськ — Миколаїв     |                                                                          | Тимчасово скасований через пошкодження російськими окупантами залізничної інфраструктури                                    |
| 161/162                           | Миколаїв — Київ                 |                                                                          | Тимчасово скасований через пошкодження російськими окупантами залізничної інфраструктури                                    |
| 244/243                           | Кривий Ріг — Генічеськ          | Призначався за вказівкою                                                 | Тимчасово скасований через російське вторгнення в Україну                                                                   |
| 298/297                           | Київ — Миколаїв                 | Призначався за вказівкою                                                 | |
| 294/293                           | Київ — Херсон                   | Призначався за вказівкою                                                 | |
| 552/551                           | Кривий Ріг — Бердянськ          | Призначався за вказівкою                                                 | |
| Приміське сполучення              |                                 |                                                                          | |
| 6412                              | Кривий Ріг — Апостолове         | Щоденно                                                                  | |
| 6075/6076                         | Кривий Ріг — Запоріжжя II       | Курсував щоденно                                                         | Тимчасово скасований через пошкодження залізничної інфраструктури                                                           |
| 6471                              | Нікополь — Кривий Ріг           | Щоденно                                                                  | |
| 6472                              | Кривий Ріг — Нікополь           | Щоденно                                                                  | |
| 6413                              | Апостолове — Кривий Ріг         | Щоденно                                                                  | |
| 6485                              | Нікополь — Тимкове              | Щоденно                                                                  | |
| 6476                              | Тимкове — Нікополь              | щоденно                                                                  | |
| 6402                              | Апостолове — Дніпро-Лоцманська  | Щоденно                                                                  | |
| 6405                              | Дніпро-Лоцманська — Апостолове  | Щоденно                                                                  | |
| 6408/6409                         | Апостолове — Дніпро-Лоцманська  | Щоденно                                                                  | |
| 6490                              | Апостолове — Нікополь           | Щоденно                                                                  | |
| 6497                              | Нікополь — Апостолове           | Щоденно                                                                  | |
| 6701                              | Апостолове — Херсон             |                                                                          | З 14 листопада 2024 року скасовані тимчасові змінені маршрути Біла Криниця — Миколаїв-Вантажний та Апостолове — Високопілля |
| 6702                              | Херсон — Апостолове             |                                                                          | З 13 листопада 2024 року скасовані змінені маршрути поїздів Миколаїв-Вантажний — Біла Криниця та Високопілля — Апостолове   |
| 6324                              | Миколаїв-Вантажний — Апостолове | Щоденно                                                                  | Відновлено курсування поїзда з 14 листопада 2024 року                                                                       |
| 6323                              | Апостолове — Миколаїв-Вантажний | Щоденно                                                                  | Відновлено курсування поїзда з 15 листопада 2024 року                                                                       |

## Підприємства
На станції розташовані підрозділи Придніпровської залізниці:
- Колишнє основне локомотивне депо «Апостолове» (ТЧ-11), нині — тягова дільниця локомотивного депо "Кривий Ріг" (ТЧ-2);
- Апостолівська дистанція колії (ПЧ-13);
- Апостолівська дистанція сигналізації та зв'язку (ШЧ-8).

## Галерея

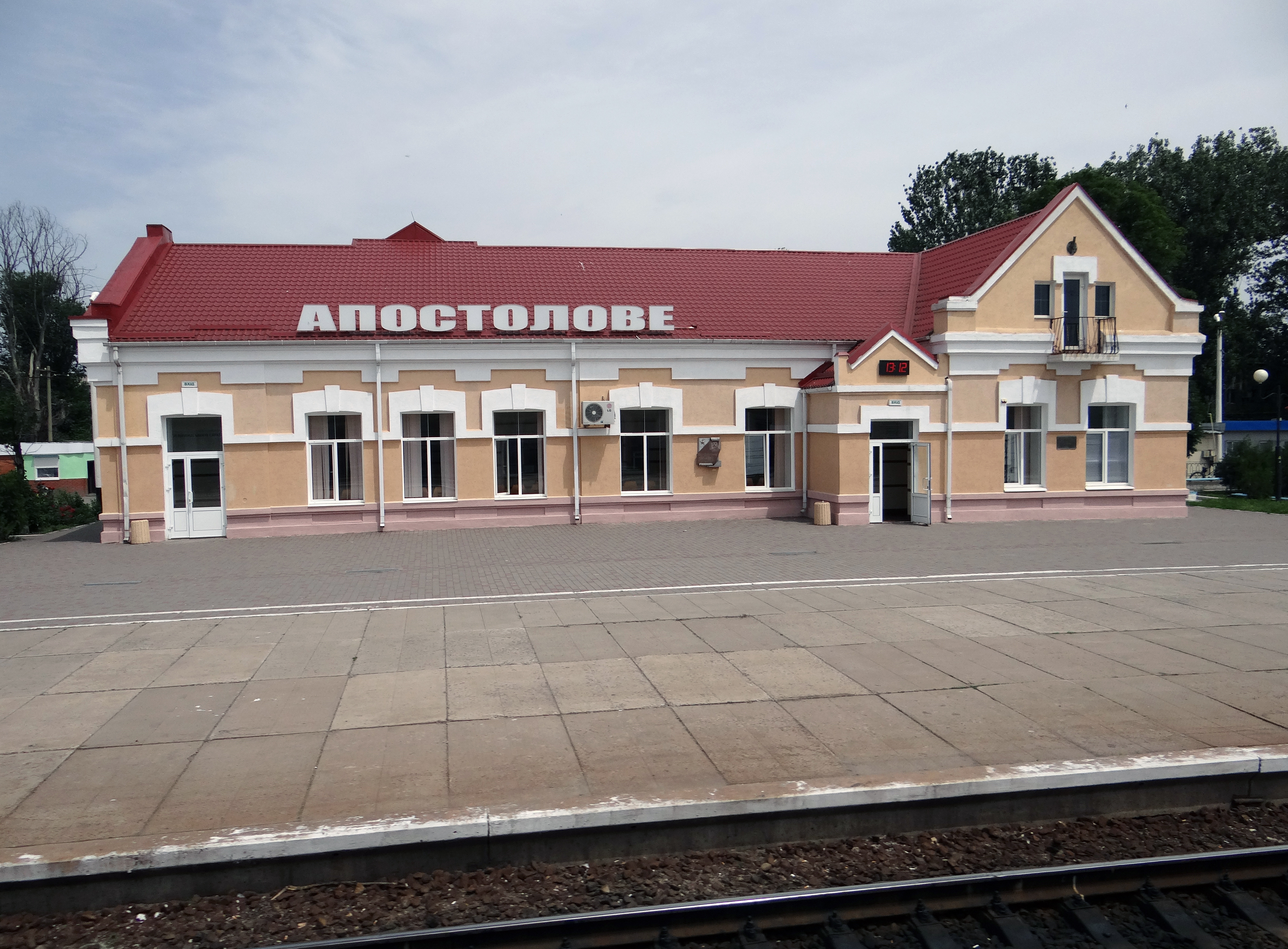
Вокзал станції Апостолове
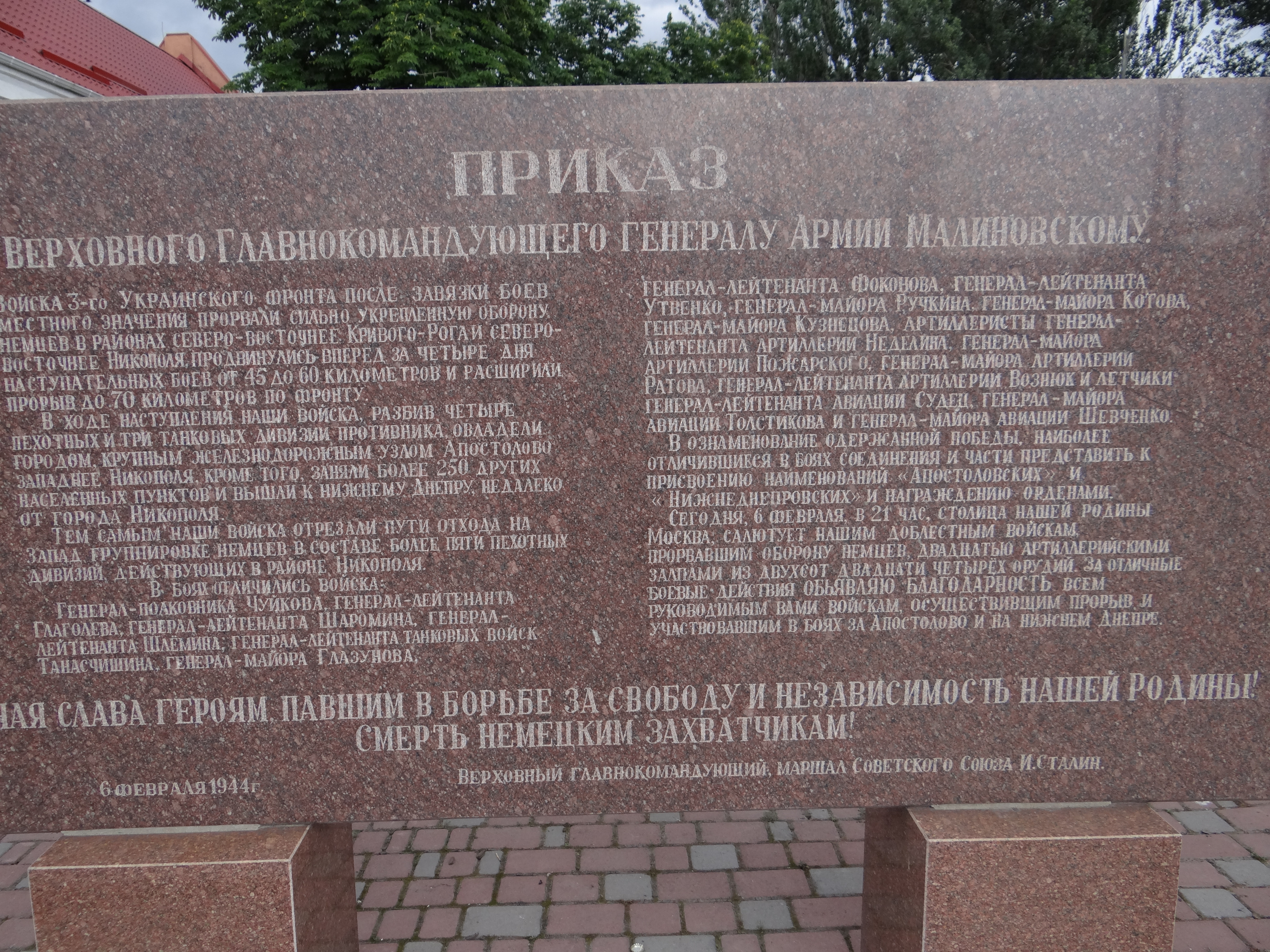
Наказ про нагородження радянських військовиків у боях під Апостоловим в ході Другої світової війни
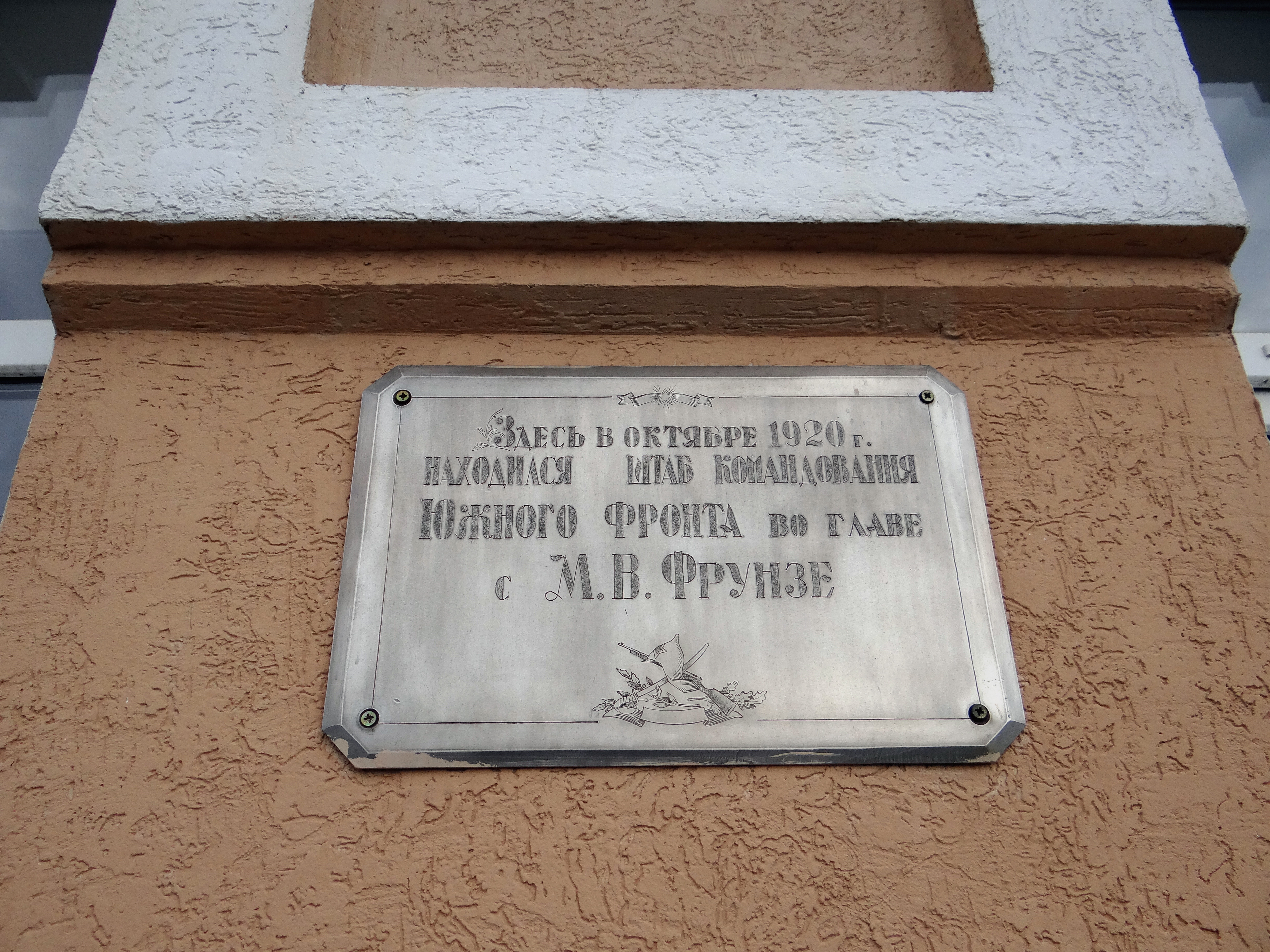
Меморіальна дошка про перебування Михайла Фрунзе в Апостоловому
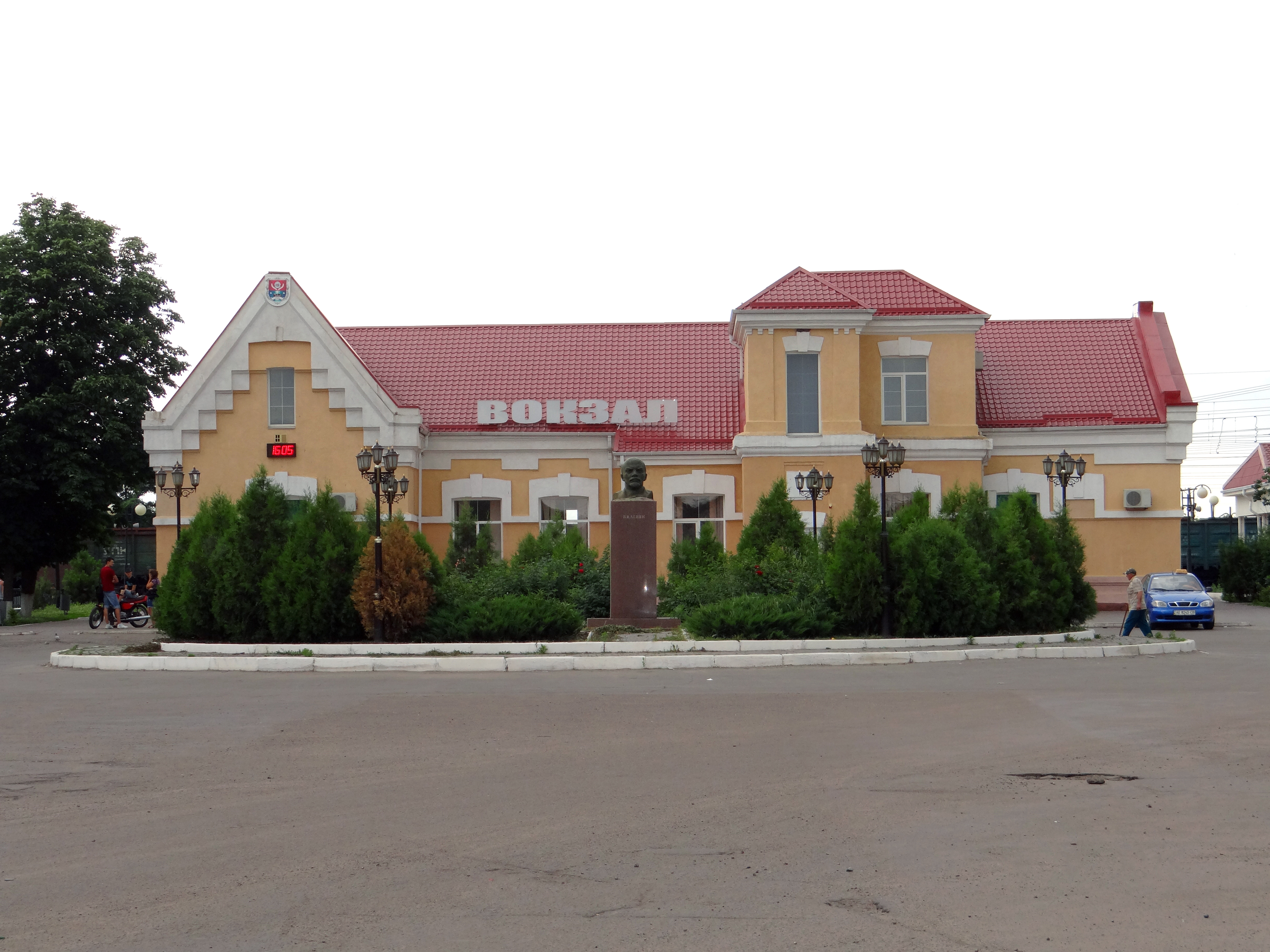
Краєвид вокзалу з Привокзальної площі
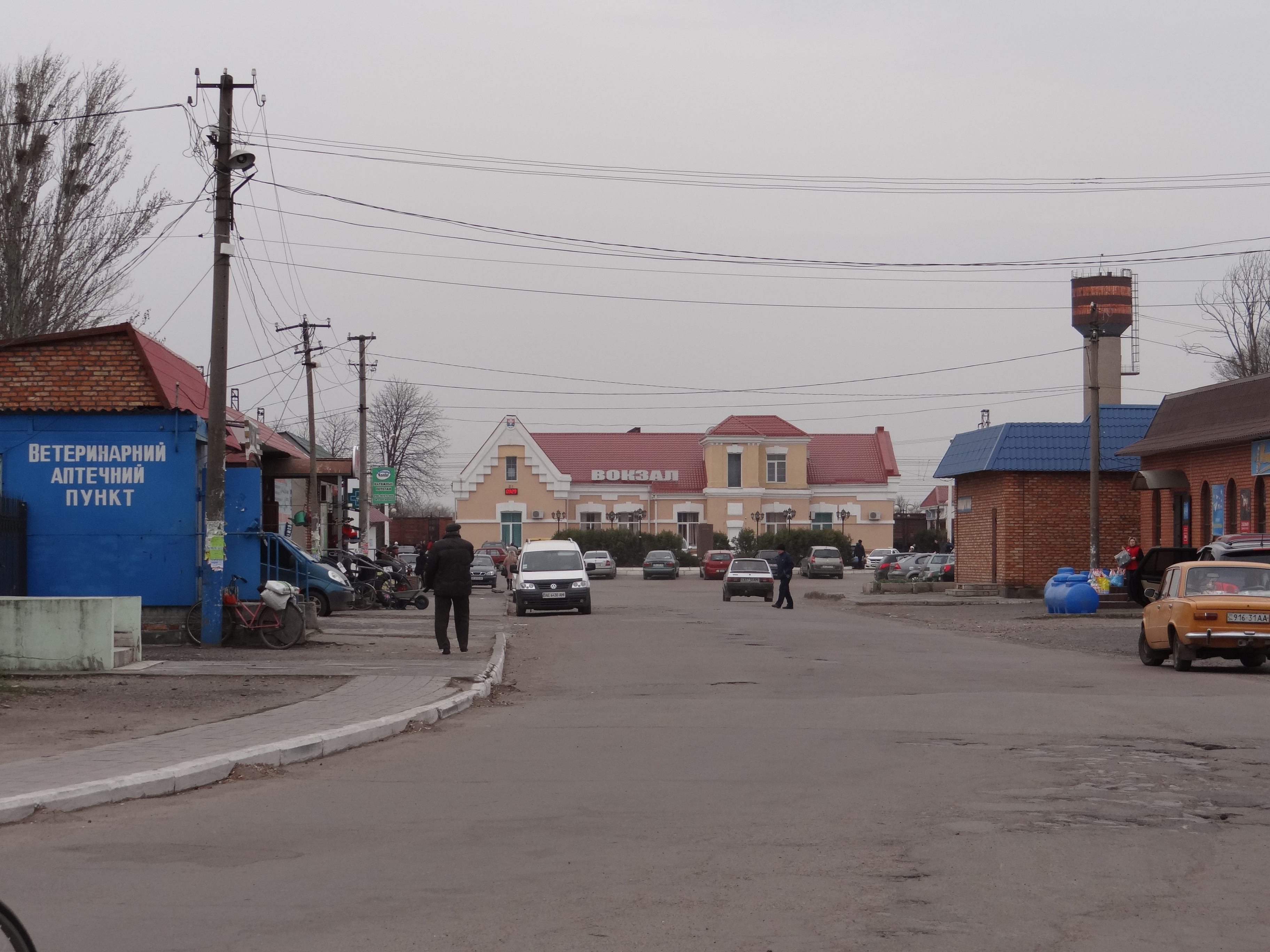
Привокзальна площа